# Beștepe (gmina)
Beștepe – gmina w Rumunii, w okręgu Tulcza. Obejmuje miejscowości Băltenii de Jos, Băltenii de Sus i Beștepe. W 2011 roku liczyła 1667 mieszkańców.